# Consolidated Fleetster
Dimensions
Le Consolidated Fleetster est un avion de transport américain développé dans les années 1920. Certains sont utilisés pour le transport militaire sous la désignation Y1C-11 ou Y1C-22. Le Fleetster est construit à 26 exemplaires.